# Anoncus zebratus
Anoncus zebratus là một loài tò vò trong họ Ichneumonidae.